# 愛知県医療信用組合

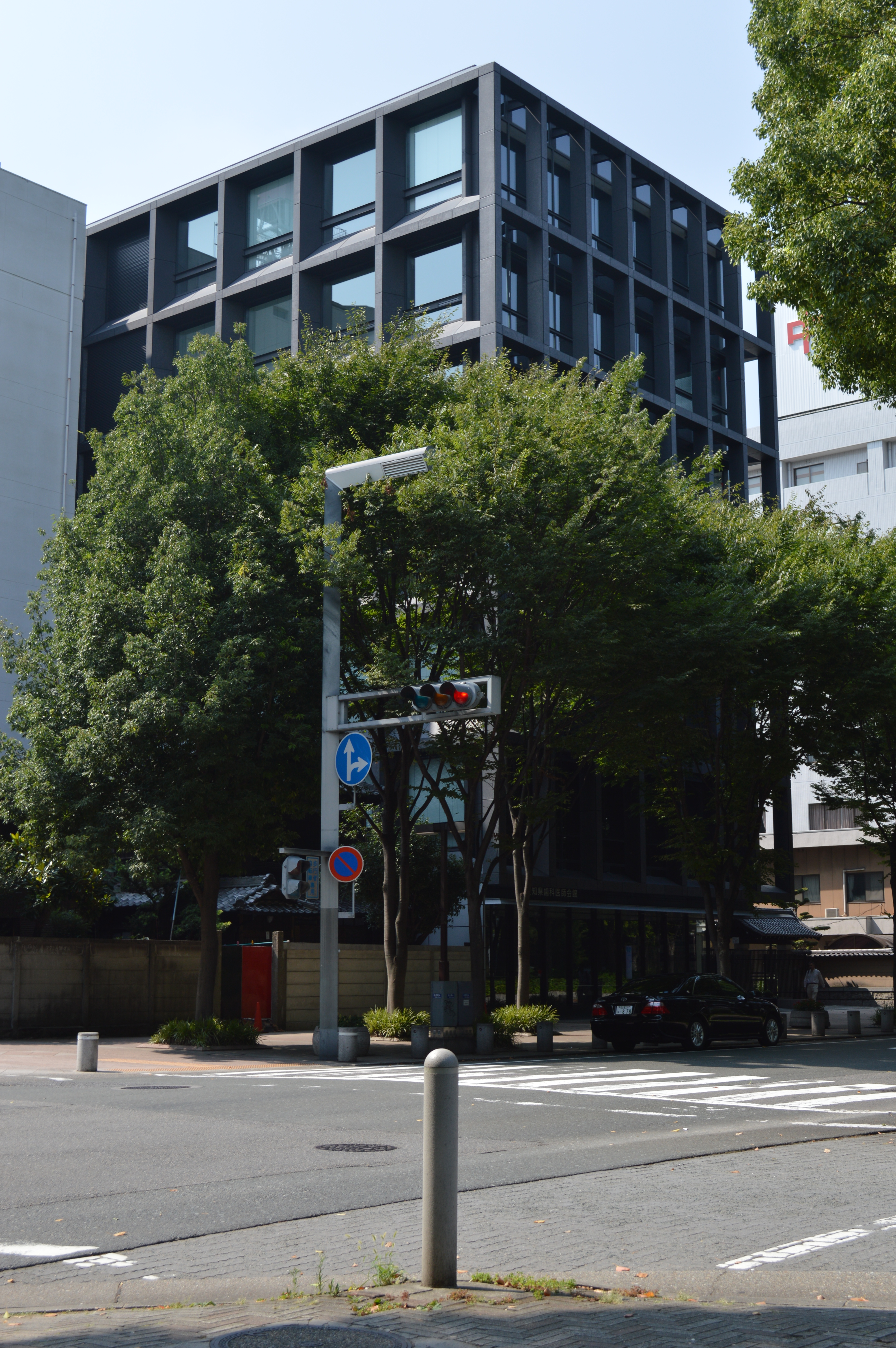
本店（2013年8月）

愛知県医療信用組合（あいちけんいりょうしんようくみあい）は、名古屋市中区丸の内の愛知県歯科医師会館内に本店を置く、歯科医師を対象とする業域信用組合である。

## 沿革
- 1962年（昭和37年） 9月 - 愛知県医療信用組合を設立
- 1962年（昭和37年）10月 - 営業を開始
- 1966年（昭和41年） 3月 - 本店を現在地に移転
- 2015年（平成27年）6月 - 営業地区を愛知県、岐阜県及び三重県一円に拡大